# Things You Can Tell Just by Looking at Her
Things You Can Tell Just by Looking at Her là một bộ phim do Rodrigo García viết kịch bản và đạo diễn với sự tham gia của một dàn diễn viên đông đảo. Bộ phim đầu tay của García này được chiếu tại Liên hoan phim Cannes 2000 và giành giải Un Certain Regard ở đây. Holly Hunter được đề cử giải Emmy năm 2001 ở hạng mục nữ diễn viên phụ xuất sắc nhất.

## Diễn viên
- Glenn Close - Tiến sĩ Elaine Keener
- Cameron Diaz - Carol Faber
- Calista Flockhart - Christine Taylor
- Kathy Baker - Rose
- Amy Brenneman - Detective Kathy Faber
- Valeria Golino - Lilly
- Holly Hunter - Rebecca Waynon
- Matt Craven - Walter
- Gregory Hines - Robert
- Miguel Sandoval - Sam
- Noah Fleiss - Jay
- Danny Woodburn - Albert
- Penelope Allen - Nancy
- Roma Maffia - Debbie
- Mika Boorem - June

## Giải thưởng
- Giành giải Un Certain Regard – Liên hoan phim Cannes 2000
- Đề cử giải Emmy 2001, hạng mục dành cho nữ diễn viên phụ xuất sắc nhất

## Doanh thu phòng vé
- Ngày 26 tháng 5 năm 2002, phim khởi chiếu ở 52 rạp tại Tây Ban Nha. Dịp cuối tuần đầu tiên thu về €201.200.
- Ở Tây Ban Nha phim thu về hơn €1.595.755.